# 살피트주
| \| \| 요르단강 서안 지구 팔레스타인 \| v • d • e • h \| |                               |               |
| 제닌 카바티야 야바드 알야문 제닌주 툴카름 툴카름주 투바스주 투바스 나블루스 나블루스주 칼킬리야주 칼킬리야 살피트주 살피트 라말라알비레주 라말라 알비레 베이투니아 예리코 예리코주 동예루살렘 예루살렘주 베들레헴 베들레헴주 헤브론주 할훌 헤브론 야타 두라 아드다힐리아 |                               |               |
| Flag of Palestine | 요르단강 서안 지구 팔레스타인 | v • d • e • h |

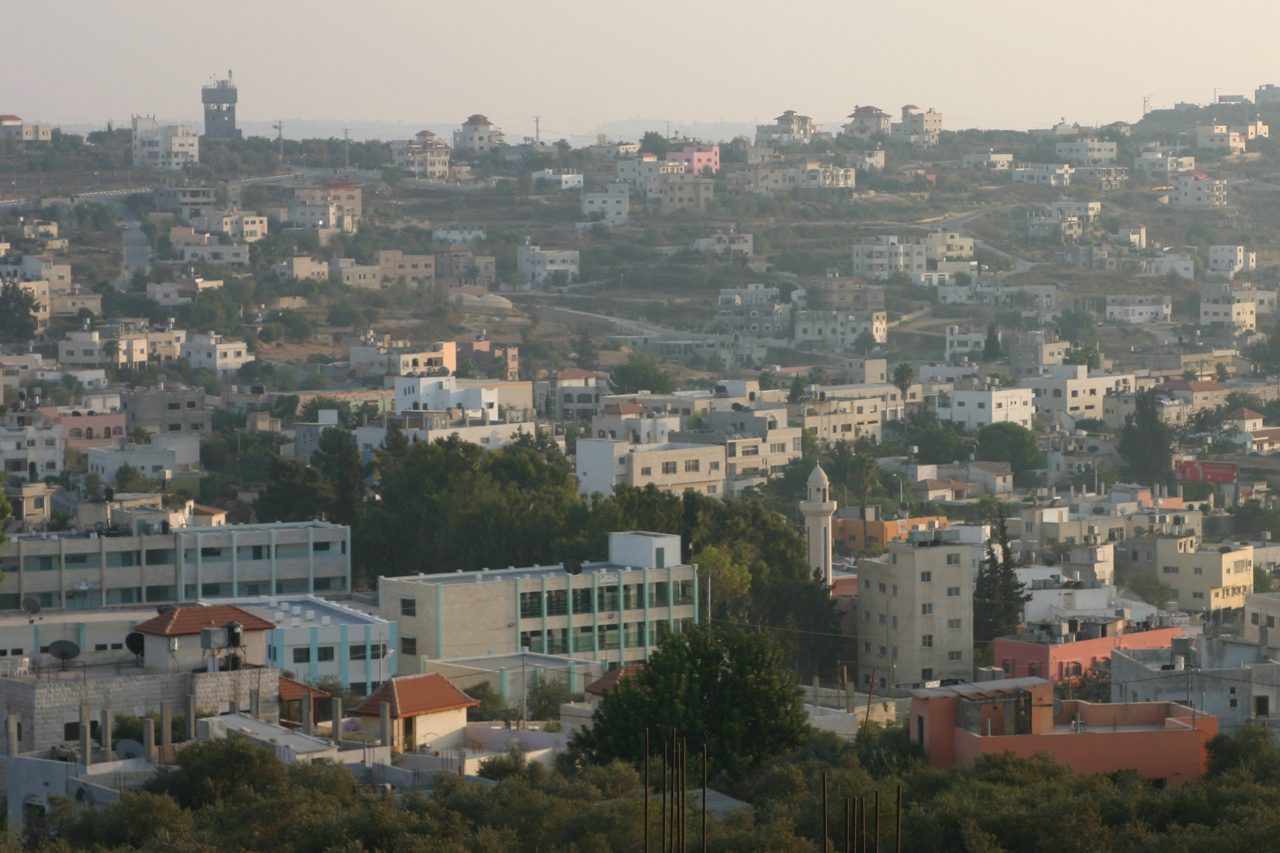

살피트주(아랍어: محافظة سلفيت)는 팔레스타인의 행정 구역으로, 요르단강 서안 지구 북서부에 위치한다. 남쪽으로는 라말라알비레주, 동쪽으로는 나블루스주와 인접해 있으며 북쪽으로는 칼킬리야주, 서쪽으로는 이스라엘과 인접해 있다. 주도는 살피트이며 인구는 64,129명(2006년 기준)이다.
1997년 팔레스타인 자치 정부 중앙통계국이 발표한 인구 조사 통계 자료에 따르면 당시 살피트주 인구는 46,671명이었으며 팔레스타인 난민은 주 전체 인구의 7.7%를 차지했다. 이 가운데 남성은 23,758명이었으며 여성은 22,913명이었다.